# Pierre Petit de Julleville
Pierre-André-Charles Petit de Julleville (Digione, 22 novembre 1876 – Rouen, 10 dicembre 1947) è stato un cardinale e arcivescovo cattolico francese.

## Biografia
Nacque a Digione il 22 novembre 1876.
Papa Pio XII lo elevò al rango di cardinale nel concistoro del 18 febbraio 1946.
Morì il 10 dicembre 1947 all'età di 71 anni.

## Genealogia episcopale e successione apostolica
La genealogia episcopale è:
- Cardinale Scipione Rebiba
- Cardinale Giulio Antonio Santori
- Cardinale Girolamo Bernerio, O.P.
- Arcivescovo Galeazzo Sanvitale
- Cardinale Ludovico Ludovisi
- Cardinale Luigi Caetani
- Cardinale Ulderico Carpegna
- Cardinale Paluzzo Paluzzi Altieri degli Albertoni
- Papa Benedetto XIII
- Papa Benedetto XIV
- Papa Clemente XIII
- Cardinale Marcantonio Colonna
- Cardinale Giacinto Sigismondo Gerdil, B.
- Cardinale Giulio Maria della Somaglia
- Cardinale Carlo Odescalchi, S.I.
- Vescovo Eugène de Mazenod, O.M.I.
- Cardinale Joseph Hippolyte Guibert, O.M.I.
- Cardinale François-Marie-Benjamin Richard de la Vergne
- Vescovo Marie-Prosper-Adolphe de Bonfils
- Cardinale Louis-Ernest Dubois
- Cardinale Pierre-André-Charles Petit de Julleville

La successione apostolica è:
- Vescovo Gabriel Brunhes (1932)
- Arcivescovo Louis Parisot, S.M.A. (1935)
- Arcivescovo Émile Blanchet (1940)
- Vescovo Daniel-Auguste Lemonnier (1947)